# Tuchthuis

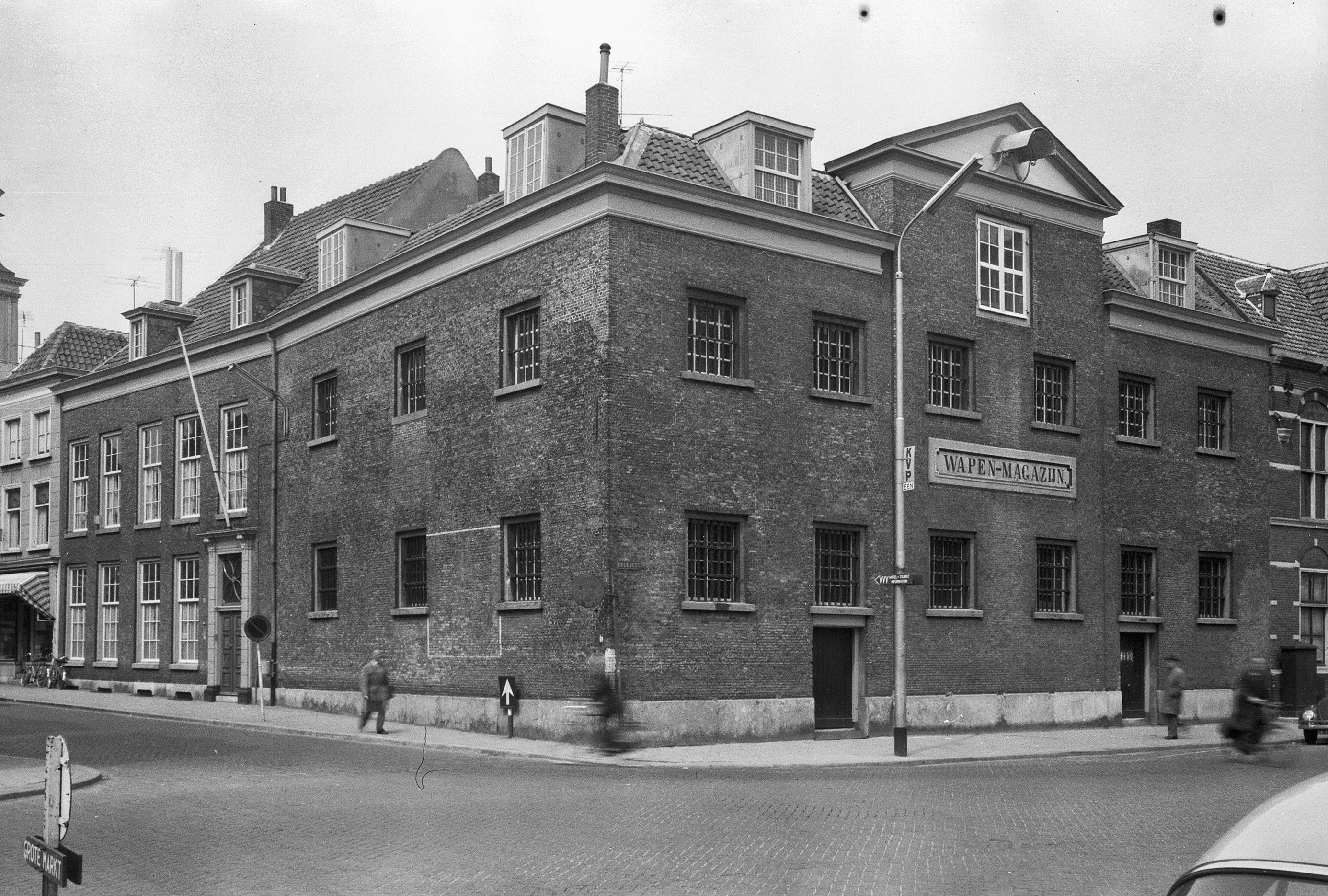
Voormalig tuchthuis in Breda

Een tuchthuis, werkhuis of correctiehuis was oorspronkelijk een inrichting waar armen, misdadigers en/of 'probleemjongeren' te werk werden gesteld, met het doel ze door regelmatige arbeid te verbeteren en hun terugkeer in de maatschappij mogelijk te maken. Tuchthuizen zijn daarmee een voorloper van de moderne gevangenis.
In het middeleeuwse West-Europa bestonden de enige straffen die men regelmatig toepaste uit geldboetes en lijfstraffen (waaronder ook verbanning en de doodstraf worden gerekend). Opsluiting vond doorgaans slechts plaats in afwachting van het vonnis of het voltrekken daarvan, of bij (hooggeplaatste) politieke gevangenen. In de loop van de 16e eeuw veranderde echter de visie op de maatschappij, en verschillende hervormers pleitten voor een aanpak die veroordeelden zou moeten verbeteren, en niet alleen straffen of uit de maatschappij verwijderen. Onder hen was de Nederlandse geleerde Dirck Volkertsz. Coornhert die in zijn Boeventucht uiteenzette hoe hij meende dat misdaad werd veroorzaakt, en hoe werkstraffen gebruikt konden worden om veroordeelden te genezen van hun misdadige neigingen en ze op hun terugkeer in de maatschappij voor te bereiden. Vooral voor jeugdige misdadigers en kleine criminelen begon men meer te zien in 'correctie' dan in lijfstraffen.
Op verschillende plaatsen werden werkhuizen gesticht voor bedelaars en misdadigers. Vroege en bekende voorbeelden zijn Bridewell in Londen (Engeland) rond 1555, het Rasphuis en Spinhuis in Amsterdam (1596) en het Hôpital général in Parijs in 1656 (waar ook psychiatrische patiënten werden opgesloten). In Nederland vond het Amsterdamse voorbeeld al snel navolging in andere steden.
Overigens speelden niet alleen menslievende motieven een rol. Net zo belangrijk waren de tuchthuizen als bron van goedkope arbeid. Het Amsterdamse Spinhuis werd bijvoorbeeld al gauw een manier om de gevangenen te exploiteren als goedkope arbeidskrachten in een economisch klimaat waar de vraag naar arbeid groter was dan het aanbod. Ook wordt de opkomst van dergelijke instellingen wel toegeschreven aan een afnemende tolerantie van de zelfkant van de maatschappij. De 20e-eeuwse Franse filosoof Michel Foucault sprak bijvoorbeeld van de 'Grote Opsluiting' die hij laat beginnen bij de opening van het Parijse Hôpital général.